# جون إس. كروفورد
جون إس. كروفورد (بالإنجليزية: John S. Crawford)‏ هو سياسي أمريكي، ولد في 11 سبتمبر 1923، وتوفي في 25 نوفمبر 1979. حزبياً، نشط في الحزب الجمهوري. وقد انتخب عضو جمعية ولاية ويسكونسن.